# Doom: The Dark Ages
Doom: The Dark Ages je střílečka z pohledu první osoby, kterou vyvinul id Software a vydala Bethesda Softworks. Jde o osmý hlavní díl ze série Doom a třetí díl z novodobé série. Hra slouží jako prequel ke hře Doom (2016). Hra vyšla 15. května 2025 pro systémy PlayStation 5, Windows a Xbox řady X/S.

## Vývoj
Společnost id Software na své další hře začala pracovat po dokončení kampaně DLC The Ancient Gods ze hry Doom Eternal (2021). V roce 2022 začala kompletní produkce k hře.
Hra byla oznámena v červnu 2024 a vyšla 15. května 2025. Při vydání byla dostupná pro systémy PlayStation 5, Windows a Xbox řady X/S.